# Кабуа, Амата
Амата Кабуа (англ. Amata Kabua; 17 ноября 1928, Джалуит — 20 декабря 1996 или 19 декабря 1996, Гонолулу) — государственный деятель Маршалловых Островов, первый президент Маршалловых Островов с 1979 по 1996 (правил пять президентских сроков). Скончался, находясь на посту президента после долгой и продолжительной болезни на Гавайских островах. Преемником Аматы Кабуа на посту президента стал его кузен Имата Кабуа.

## Биография
Происходил из королевской семьи Маршалловых островов.
Начал свою карьеру школьным учителем. Затем стал главой Маджуро, а позже, после предоставления островам ограниченной автономии, — президентом страны. Добивался предоставления Маршалловым Островам независимости, что и произошло в 1986 году. Он также является автором слов и музыки гимна Маршалловых Островов «Маршалловы Острова Навсегда».